# موزه اندی وارهول
موزهٔ اندی وارهول (انگلیسی: The Andy Warhol Museum) موزه‌ای در نورث‌شور واقع در پیتسبرگ پنسیلوانیای آمریکاست که به نگهداری آثار اندی وارهول، هنرمند پاپ آمریکایی اختصاص دارد.
این بزرگترین موزه در آمریکای شمالی است که منحصراً دربردارندهٔ آثاری از یک هنرمند است.